# Babel (編譯器)
Babel ，又名 Babel.js。 是一個用於 web 開發，且自由開源的 JavaScript 編譯器、轉譯器。
Babel 使軟體開發者能夠以偏好的程式語言或風格來寫作原始碼，並將其利用 Babel 翻譯成 JavaScript（現今在瀏覽器最常用的程式語言）。
Babel 是一個常用來使用最新的 JavaScript 語言特性的工具。身為一個轉譯器、或編譯器，開發者可以使用 ECMAScript 6 以上的功能，並將其轉換成舊版本等效的 JavaScript 讓瀏覽器能夠去解讀。
Babel 的核心版本目前每個月有超過 500 萬次下載。
Babel plugin 是用來在 web 開發上提供特定的轉換機制。舉例來說，使用 React.js 的開發者，可以使用 Babel 來轉換 JSX 語法成 JavaScript，使用 Babel preset react。